# Ernst Heinrich Toelken

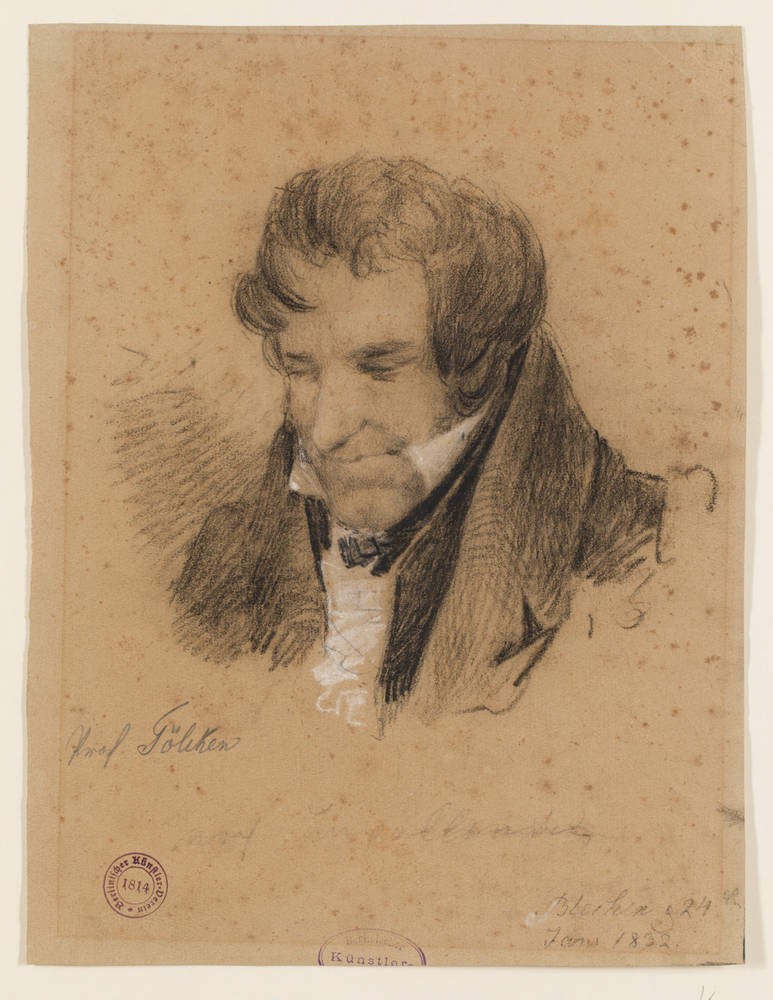
Ernst Heinrich Toelken in einer Kreidezeichnung von Carl Blechen (1832), Grafiksammlung des Stadtmuseums Berlin (GHZ 82/69,79)

Ernst Heinrich Toelken (seltener in der Schreibweise Tölken; * 1. November 1785 in Bremen; † 16. März 1864 in Berlin) war ein deutscher Klassischer Archäologe, Philosoph, Kunsthistoriker, Hochschullehrer und Direktor des Berliner Antiquariums.

## Jugend, Studium und Wirken für Hansestädte
Toelken war Sohn des Bremer Kaufmanns Heinrich Toelken. Seine schulische Bildung erfolgte sowohl in Heimschulung durch den Vater und nach dessen Tod durch den Onkel als auch durch öffentliche Schulen und durch Privatunterricht. Griechisch brachte er sich selbst bei. 1804 begann er ein Studium der Theologie an der Universität Göttingen, konzentrierte sich jedoch schon während des ersten Semesters immer mehr auf die Geschichtswissenschaft und nahm Klassische Philologie und Philosophie hinzu. Akademische Lehrer waren in der Theologie Johann Gottfried Eichhorn und Gottlieb Jakob Planck, in der Geschichte Arnold Heeren und insbesondere Johann Friedrich Herbart in der Philosophie und Pädagogik. Toelken schloss sich Herbarts neuhumanistisch ausgerichteter Privatsozietät Pädagogische Gesellschaft an, zu diesem Kreis gehörten unter anderem auch Ernst Karl Friedrich Wunderlich, Georg Ludolf Dissen, Friedrich Thiersch und Friedrich Kohlrausch. Nach sieben Semestern in Göttingen ging Toelken an die Berliner Universität, wo Friedrich Schleiermacher und Johann Gottlieb Fichte seine wichtigsten Lehrer wurden. Mit Erlaubnis der Mutter begab er sich auch auf ausgedehnte Wanderschaften in Deutschland, um Kunstwerke an verschiedenen Orten zu sehen. Den Versuch an der Kunstakademie Dresden zu studieren beendete er jedoch nach einem halben Jahr. 1808 begab er sich mit seinem Göttinger Mitstudenten Otto Magnus von Stackelberg auf eine fast zweijährige Italienreise, die einen 16-monatigen Aufenthalt in Rom beinhaltete. In Rom trennten sich die Wege von Toelken und Stackelberg.
1810 kehrte Toelken in seine Heimatstadt Bremen zurück, die er sieben Jahre nicht mehr besucht hatte. Ursprünglich sollte er als Prediger die Kirche St. Martini übernehmen, doch fand er Verwendung im diplomatischen Dienst seiner Stadt und war als Sekretär Teilnehmer einer Delegation nach Frankreich, die Probleme der Eingliederung des norddeutschen Küstenstreifens nach Frankreich klären sollte. Bis Sommer 1811 gehörte er der sogenannten Organisationskommission in Hamburg an.

## Beginn der akademischen Laufbahn
Im Sommer 1811 wurde Toelken erneut Student in Göttingen, wo er sich nun besonders der Archäologie widmete. Die Promotion erfolgte mit einer Dissertation zum Thema Comparatio politiarum Platonis in libris de republica et de legibus delineatarum, einer Studie zum Fortwirken der politischen Konzeptionen bei Platon in seiner Schrift Der Staat. Mittlerweile hatte Toelken beschlossen, eine akademische Laufbahn einzuschlagen. Hauptprüfer bei seinem Examen war Heeren, auch Christian Gottlob Heyne gehörte bei der Prüfung in Alter und Neuer Geschichte zu den Prüfenden. Noch im selben Semester gab Toelken nach Erteilung der Venia legendi mit Entwicklung der stufenweisen Ausbildung der Götteridole der griechischen Kunst seine erste Lehrveranstaltung. Für das folgende Semester durfte er nur unter der Voraussetzung lehren, dass er binnen einer bestimmten Frist seine Habilitation einleitete, was Toelken tat und Mitte März 1812 die Schrift De Phidiae Jove Olympio observationes einreichte. Die Heyne gewidmete Schrift beschäftigte sich mit dem Bildhauer Phidias. Im Sommersemester 1812 gab er als Privatdozent schon drei Lehrveranstaltungen und wurde Mitglied der Societas philologica Gottingensis. Wegen seiner guten Verbindungen in die Berliner Kunstszene war Toelken noch im selben Jahr maßgeblich für die Vergabe eines Auftrages zur Schaffung eines Bildwerkes für den gerade verstorbenen Jura-Professor Christian August Gottlieb Goede an Johann Gottfried Schadow mit zuständig.
Ein 1814 eingebrachter Antrag auf Anstellung als außerordentlicher Professor wurde von der Universität abschlägig beantwortet. Toelken zog Konsequenzen aus der Absage und wechselte zum November 1814 als Privatdozent an die Berliner Universität. Für das finanzielle Auskommen sorgte eine gleichzeitige Anstellung als Gymnasialprofessor am Friedrichwerderschen und später am Köllnischen Gymnasium. Toelken war nicht der einzige Göttinger Gelehrte, der diesen Schritt ging, da die Universität zu dieser Zeit einer Verjüngung im Lehrkörper gegenüber noch abgeneigt war und diese erst ein paar Jahre später etwa mit der Berufung Karl Otfried Müllers auf die vakante Professur von Heyne erfolgte. Beispielsweise mit Karl Lachmann gab es weitere  junge Wissenschaftler, die die Universität verließen.
Als Probeschrift für seine Berliner Habilitation entstand 1814 Ueber das Basrelief und die Grenzen der Plastik und Malerey, die Schrift gilt als Toelkens wichtigstes Werk. 1815 eröffnete sich ein neues Betätigungsfeld für ihn, als er die nach der Verschleppung nach Frankreich durch napoleonische Truppen 1815 zum Teil zurückgegebenen Antiken inventarisierte. Von 1816 bis 1818 gehörte er zu den Männern, die zur Vorbereitung eines großen, nationalen und öffentlichen Museums die an viele Standorte verstreuten Kunstgegenstände zusammentragen sollten. Toelken war insbesondere für die geschnittenen Steine und die Münzen zuständig.

## Professor in Berlin
Im April 1816 wurde er außerordentlichen Professor in Berlin. Er hielt nicht nur Vorlesungen zur Archäologie, sondern auch zur Philosophie. Nach Fichtes Tod war längere Zeit dessen Lehrstuhl vakant und auch die philosophischen Vorlesungen Toelkens wurden vom zuständigen Ministerium zur Ablehnung mehrerer Kandidaten wie Georg Wilhelm Friedrich Hegel, Hebart und Karl Krause ins Feld geführt. 1823 wurde er ordentlicher Professor für Kunstgeschichte und Archäologie, 1827 Sekretär der Akademie der Künste und ordentliches Mitglied des akademischen Senats der Universität Berlin. Als Sekretär der Akademie gab er 1828/29 die kurzlebige Zeitschrift Berliner Kunst-Blatt heraus. 1825/26 und 1833/31 war er Dekan seiner Fakultät. 1832 wechselte Toelken in den Museumsdienst, behielt zugleich aber seine Professur. Zunächst war er als Direktoralassistent unter Konrad Levezow am Antiquarium beschäftigt, nach dessen Tod 1835 wurde er 1836 zum Direktor der Sammlung. Mit der Übernahme des Direktorenpostens wurde Toelken auch Mitglied der artistischen Kommission. 28 Jahre lang bestimmte er die Geschicke des Antiquariums, kein anderer Leiter einer der Berliner Antikensammlungen konnte eine so lange Amtszeit erreichen. Als Archäologe teilte er Eduard Gerhards Auffassung von der Archäologie als historischer Wissenschaft, als „monumentaler Philologie“. Wichtigste Leistung als Museumsarchäologe wurde die Bearbeitung der Gemmensammlung. Sein Nachfolger wurde Carl Friederichs.
Toelken war umfassend gebildet und nahm regen Anteil am öffentlichen Leben. Er verfasste Schriften zu vielen verschiedenen Themen, so zu ägyptologischen, mythologischen, kunstgeschichtlichen und ästhetischen Problemen im Bereich der Malerei, Poesie und des Theaters. In seiner Vielseitigkeit lag auch ein Problem in einer Zeit, in der sich viele Disziplinen der Wissenschaften verselbstständigten und der Zuwachs an Wissen und Forschungsleistungen immens war. Toelken konnte auf vielen Gebieten ob seiner Interessenvielfalt nicht langfristig mithalten. Er war Mitglied mehrerer in- und ausländischer wissenschaftlicher Gesellschaften und Akademien, so Gründungsmitglied und Vizepräsident der 1843 errichteten Numismatischen Gesellschaft zu Berlin.

## Tod und Grabstätte
Ernst Heinrich Toelken starb 1864 im Alter von 78 Jahren in Berlin. Beigesetzt wurde er im Erbbegräbnis Toelken-Pfeiffer auf dem Friedhof III der Jerusalems- und Neuen Kirche vor dem Halleschen Tor. Von der Anlage sind nur Teile der neoklassizistischen, verputzten Grabwand samt Inschriftentafeln erhalten.

## Veröffentlichungen (Auswahl)
- De Phidiae Jove olympio observationes. Dissertation Göttingen 1812 (Digitalisat).
- Erklärendes Verzeichniss der antiken vertieft geschnittenen Steine der Königlich Preussischen Gemmensammlung. Berlin 1835 (Digitalisat).